# William, prinț de Wales
Prințul William, Prinț de Wales (William Arthur Philip Louis; n. 21 iunie 1982) este primul fiu al Regelui Charles al III-lea și al Dianei, Prințesă de Wales și nepot al Reginei Elisabeta a II-a a Marii Britanii și al Prințului Philip, Duce de Edinburgh. Astfel, este primul în ordinea succesiunii la tronul Regatului Unit și a 14 state independente din Commonwealth. Fiind fiul Regelui Charles al III-lea și nepotul Reginei Elisabeta a II-a și al Prințului Philip, Prințul William este membru al familiei regale britanice.
A studiat la mai multe școli din Marea Britanie: în 1987 intră la școala primară Wetherby, iar apoi timp de cinci ani este elev la Ludgrove, până în anul 1995. Urmează apoi liceul la Colegiul Eton, unde se remarcă la geografie, biologie și istoria artei, este căpitan al echipei de fotbal și joacă polo. După liceu, își ia un an de pauză, timp în care călătorește în Chile, Belize și țări din Africa. Între 2001 și 2005 studiază la Universitatea St. Andrews, obținând o diplomă în geografie.
După facultate, Prințul William se înrolează în armată. În 2006 este numit locotenent în regimentul de cavalerie Blues and Royals, unde activează alături de fratele său, iar doi ani mai târziu își obține brevetul de aviator după terminarea antrenamentului la Colegiul Royal Air Force din Cranwell. În 2008 se antrenează câteva luni și în cadrul Marinei Regale, iar din 2009, se transferă la Royal Air Force, unde este înaintat în gradul de locotenent de zbor. Între 2010 și 2013, este pilot în cadrul Forțelor de Căutare și Salvare.
După o relație de lungă durată, Prințul William s-a căsătorit cu Catherine Middleton la 29 aprilie 2011 la Westminster Abbey. Cu câteva ore înainte de nuntă, Prințul William a fost numit duce de Cambridge, Conte de Strathearn și Baron Carrickfergus.

## Începutul vieții
Prințul William s-a născut la Spitalul St. Mary din Londra, Anglia, la 21 iunie 1982, fiind primul copil al lui Charles, Prinț de Wales și al Dianei, Prințesă de Wales, și al treilea nepot al reginei Elisabeta a II-a și al Prințului Philip, Duce de Edinburgh. Botezat în Camera de Muzică a Palatului Buckingham la 4 august 1982 (cea de-a 82-a aniversare a străbunicii paterne), de către cel care era atunci Arhiepiscop de Canterbury, Robert Runcie, nașii lui William au fost: regele Constantin al II-lea al Greciei (vărul patern), Prințesa Alexandra, Distinsa Lady Ogilvy (verișoara paternă), Natalia Grosvenor, ducesa de Westminster, Lady Susan Hussey, Lordul Romsey (vărul patern) și Sir Laurens van der Post. Ca nepot pe linie masculină al suveranei și fiu al Prințului de Wales, William a fost numit Majestatea Sa Regală cu titlul Prințul William de Wales, deși a fost numit cu afecțiune Wombat sau Wills de părinții săi.
S-a relatat că la vârsta de șapte ani Prințul i-a spus mamei sale că dorea să devină ofițer de poliție când va crește, pentru a-i oferi protecție; la această afirmație, fratele lui i-a răspuns: "Oh, nu poți. Tu trebuie să devii rege." Prima apariție publică a lui William a avut loc la 1 martie 1991 (Ziua Sfântului David), în timpul unei vizite oficiale a părinților săi la Cardiff, Țara Galilor. După ce au ajuns acolo cu aeroplanul, Prințul a fost dus la Catedrala Llandaff, unde a semnat cartea vizitatorilor, astfel demonstrând că e stângaci. În ziua de 3 iunie, în același an, William a fost internat la spitalul regal Berkshire, după ce a fost lovit în tâmplă de un coleg student mânuind o crosă de golf; Prințul nu și-a pierdut cunoștința, însă a suferit o fractură a craniului și a fost operat la spitalul din strada Great Ormond, rămânând cu o cicatrice permanentă.
Alături de fratele său mai mic, mama lui William a dorit ca el să nu aibă numai experiențele "normale", pe care alți copii din familia regală le-au avut abia mai târziu în viață, dacă le-au avut vreodată, ci și lecții mai profunde, luându-i pe amândoi băieții în locuri variind de la Disneyland și McDonald's până la clinicile pentru bolnavi de SIDA și adăposturile pentru cei fără adăpost. Ea le-a cumpărat și lucruri tipice folosite de adolescenți, cum sunt jocurile video. Diana, Prințesă de Wales, care a divorțat de Prințul de Wales, a murit într-un accident de mașină în 1997. William, împreună cu fratele și tatăl său, stătea la Castelul Balmoral pe vremea aceea, iar Prințul de Wales a așteptat până a doua zi dimineața să le spună că a murit mama lor. La înmormântarea mamei sale, William l-a însoțit pe tatăl, fratele, bunicul patern și unchiul matern, mergând în urma cortegiului funerar de la Palatul Buckingham până la Westminster Abbey.

## Educația

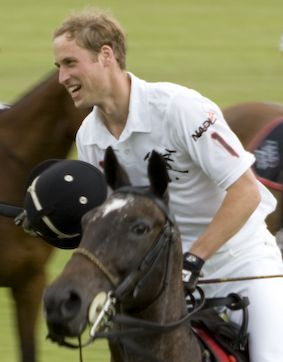
Prințul William jucând polo în 2007.

Continuând exemplul tatălui său, William a fost educat la o școala independentă, începând la grădința Jane Mynors și la Școala ante-pregătitoare Wetherby, ambele în Londra. După aceea, el a urmat școala Ludgrove, iar apoi, după ce a trecut examenul de admitere, a urmat Colegiul Eton, unde a studiat geografia, biologia și istoria artelor la nivel A (nivel avansat). La Ludgrove el a făcut fotbal– fiind căpitanul echipei sale– a practicat înotul, baschet, tragere la țintă și atletismul; iar la Eton a practicat polo pe apă. Hotărârea ca William să urmeze cursuri la Eton a fost contrară tradiției de familie de a-i trimite pe copiii de neam regal la Gordonstoun (Bunicul lui William, tatăl, doi unchi și doi veri au urmat cursurile acolo); l-a făcut, totuși pe Prinț să urmeze exemplul celor din familia Spencer, căci tatăl și fratele Dianei au fost la Eton. S-a ajuns la o înțelegere între Casa Regală și presa bulevardieră ca William să fie lăsat să studieze fără amestecul paparazzilor în schimbul actualizărilor dese privind viața Prințului. Apoi președintele Comisiei de Plângeri contra Presei, John Wakeham, a spus despre acest aranjament: "Prințul William nu este o instituție; nici o vedetă de serial; nici erou de fotbal. El este un copil: în următorii câțiva ani, probabil cei mai importanți și uneori cei mai dureroși din viață, el va crește și va deveni bărbat."
După ce a absolvit Eton, Prințul și-a luat un an de pauză, în timpul căruia a luat parte la exercițiile de antrenament ale Armatei Britanice din Belize, și, zece săptămâni, i-a învățat pe copiii din orașul Tortel, în sud, în Chile, făcând parte din programul Internațional Raleigh. În această perioadă el a locuit alături de alți tineri profesori acolo, împărțind cu ei sarcinile comune ale gospodăririi, inclusiv curățarea toaletei și s-a înscris ca voluntar ca prezentator de muzică pentru o stație de radio locală.
Până în 2001 William s-a întors în Marea Britanie și s-a înrolat, sub numele de William Wales, la Universitatea St Andrews din Scoția. Știrea aceasta a produs o creștere a numărului de înscrieri la St Andrews, venite mai ales din partea unor fete care doreau să îl întâlnească pe prinț. Atenția mărită a publicului nu l-a împiedicat, totuși, astfel că el a ales să își ia licența în Istoria artelor, iar mai târziu și-a schimbat materia principală, alegând geografia, și obținând diploma scoțiană ca Maestru în Arte cu onoruri ale clasificării studenților britanici în geografie– cele mai înalte onoruri obținute de moștenitorii tronului britanic și al celor 16 teritorii independente. Pe când era la universitate, Prințul William a reprezentat și echipa națională scoțiană de polo pe apă la turneul națiunilor celtice din 2004.

## Îndatoririle regale și cariera
William a început să își însoțească părinții în vizitele oficiale de la o vârstă fragedă; prima lui vizită regală peste ocean a fost alături de părinții săi în Australia și Noua Zeelandă în 1983, hotărâre luată de Prințesa de Wales, care a fost considerată neconvențională; William nu era numai foarte tânăr, dar era o problemă și faptul că cel de al doilea și cel de al treilea în linie la tron călătoreau împreună. Totuși, el i-a însoțit fie pe amândoi părinții, fie tatăl în vizitele care au urmat, și, după ce a absolvit universitatea, a început să preia sarcini de unul singur, obținând și experiență în forțele de muncă private când a muncit la administrația teritoriului la Casa Chatsworth și ca intern la HSBC.

### Cariera militară

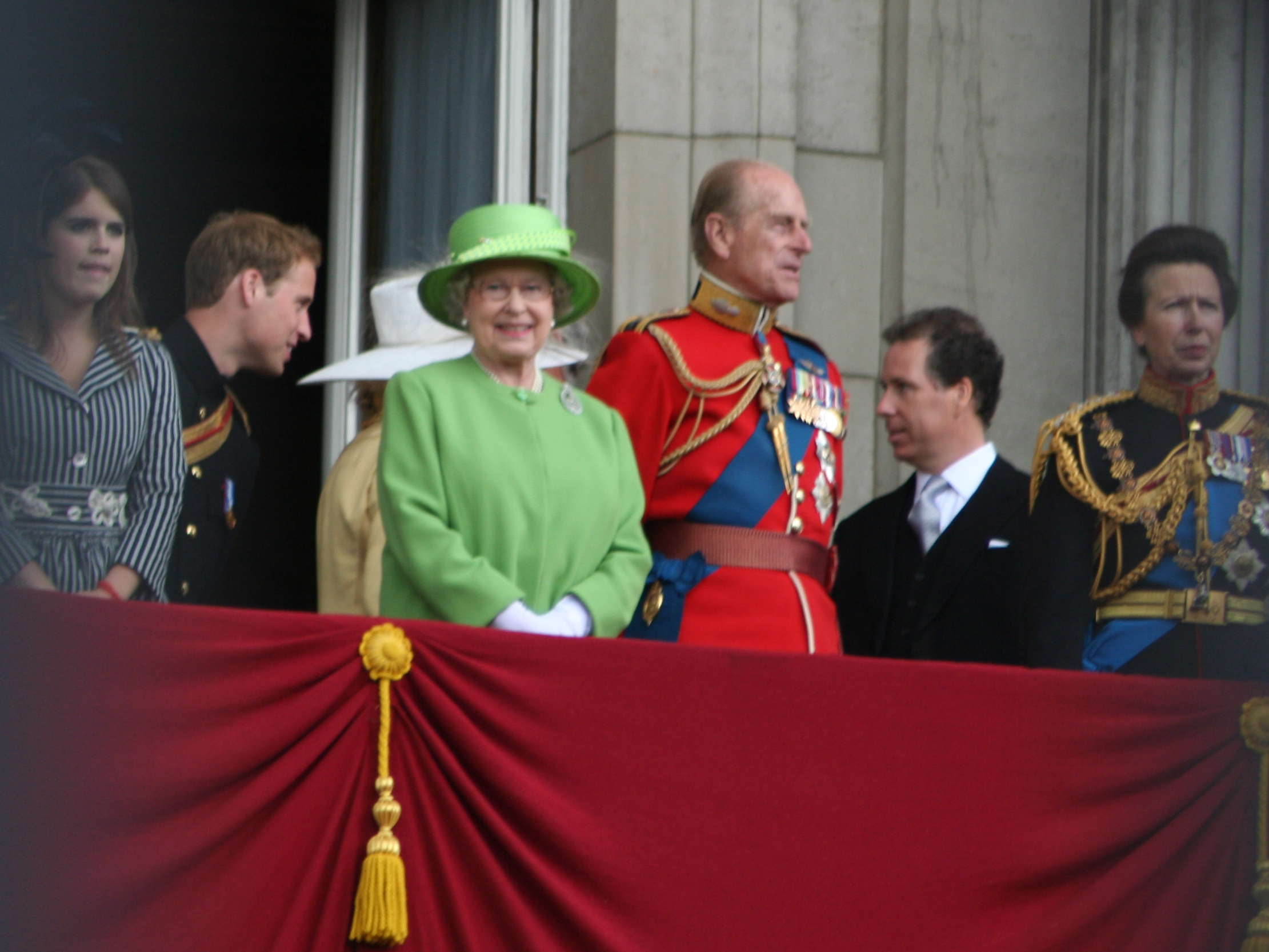
Prințul William (al doilea din stânga) în uniformă, cu Familia Regală în balconul Palatului Buckingham în timpul schimbării gărzii, 2007.

William a absolvit Academia Militară Regală Sandhurst la 15 decembrie 2006; la parada absolvirii au participat Regina și Prințul de Wales, alături de alți membri ai familiei regale, iar William a fost numit locotenent la miezul nopții. După obținerea acestui rang, Prințul, sub numele de William Wales, l-a urmat pe fratele său mai mic în cadrul regimentului Albaștri și Regali, fiind comandant de trupe al unei unități de recunoaștere în armură, după care a petrecut patru luni antrenându-se pentru postul de la Bovington Camp, în Dorset.
După ce s-a înrolat oficial și a fost pus în funcție în forțele armate, William și-a exprimat dorința de a participa în serviciul activ; în această acțiune a fost un precedent prin serviciul strămoșului său Eduard al VIII-lea care, fiind Prinț de Wales, a activat în Franța în timpul Primului Război Mondial; asemenea, străbunicul său, George al VI-lea a servit în timpul Primului Război Mondial și bunicul patern, ducele de Edinburgh, a servit în timpul celui de-Al Doilea Război Mondial.
Deși maiorul general din Marea Britanie, Sebastian Roberts, ofițerul general comandant al Diviziei Casei, a spus că e posibil ca William să fie nevoit să își dispună trupele în formație de luptă, poziția prințului ca moștenitor al tronului și convenția miniștrilor care hotăra ca persoana din acea poziție să nu fie pusă în situații periculoase, s-a pus la îndoială capacitatea lui William de a face față unei bătălii. Aceste îndoieli au crescut după ce a fost anulată desfășurarea forțelor militare conduse de Prințul Henry în 2007, datorită unor "amenințări specifice". În schimb, William, și-a continuat antrenamentul în cadrul Forțelor Navale Regale și a Forțelor Aeriene Regale, obținând funcția de sublocotenent în cadrul primelor forțe și cea de ofițer de aviație în forțele aeriene (ambele echivalente cu rangul de locotenent în armată).
După aceea, prințul a activat în cadrul forțelor aeriene, urmând un curs intensiv de patru luni, la sfârșitul căruia, la 11 aprilie 2008, a primit distincția de pilot aerian din partea tatălui său, care a primit și el brevetul după ce s-a antrenat la același colegiu.

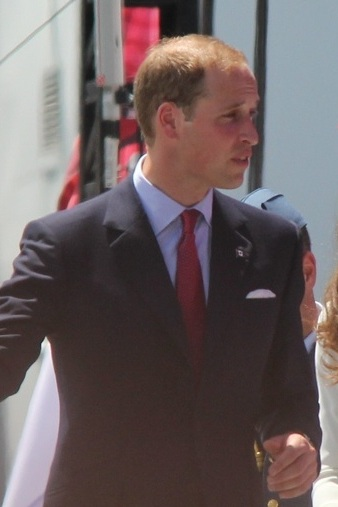
Prințul William la Ottawa, 2011

Mai târziu s-a aflat că în timpul acela, prințul William a ajutat la transportarea unei încărcături cu alimente C-17 Globemaster în Afghanistan, în timpul căreia a asistat la repatrierea cadavrului soldatului Robert Pearson. Prințul era tratat cu afecțiune de colegii săi aviatori iar semnul său era desemnat ca Peștele Billy, un joc de cuvinte cu referire la titlul său, care cuprinde și o parte a titlului tatălui său pentru numele de familie.
După aceea, William s-a antrenat în cadrul marinei militare timp de două luni, din iunie până în august 2008, când a petrecut trei săptămâni la Colegiul Regal de Marină Militară Britannia, antrenându-se cu unitățile flotei de suprafată, cu submarine, dar și cu Fleet Air Arm și cu Royal Marines, înainte de a fi dispus în formație de luptă în următoarele cinci săptămâni la HMS Iron Duke în Caraibe. În timpul acestui tur, Prințul a luat parte la o misiune secretă în adâncul mării, ajutând la identificarea și captura unui vas care transporta o cantitate de cocaină în valoare de aproximativ £40 milioane £. și luând parte la alte raiduri militare.
Datorită viitorului rol al lui William, o carieră pe termen lung în armată era imposibilă; William s-a înrolat inițial în armată pe termen scurt, timp de trei ani. Totuși, s-a anunțat în septembrie 2008 că prințul își va prelungi termenul în armată, mai întâi prin acceptarea unei alte sarcini, în toamna anului 2008 (inclusiv munca la Ministerul Apărării și zborurile neoperaționale alături de Forțele Aeriene ale Armatei), și apoi prin transferul din armată la Forțele Regale Aeriene pentru a se antrena ca pilot de elicopter de căutare și salvare. În ianuarie 2009, William s-a transferat la Forțele Regale Aeriene și a fost promovat ca locotenent de zbor. El a început și antrenamentul pentru a deveni pilot de elicopter la Forțele de Căutare și Salvare ale Forțelor Regale Aeriene iar acum este student al Școlii de Zbor al Elicopterelor pentru Apărare la Forțele Regale Aeriene Shawbury. După ce antrenamentul său va fi complet, în 2010, este de așteptat ca turul operativ al lui William să dureze cam 30 până la 36 de luni. La 15 aprilie 2010, s-a anunțat că William va rămâne la RAF Valley pentru turul operativ fiindu-i alocate și atribuții de co-pilot. La 10 februarie 2011 a fost avansat la rang de colonel al gărzilor irlandeze iar în iunie 2012 a obținut gradul de căpitan al Marinei Regale Britanice, fiind calificat să conducă misiuni de căutare și salvare.

### Îndatoririle regale
La vârsta de 21 de ani, prințul William a fost numit consilier de stat și a început îndeplinirea îndatoririlor sale regale în acest post când regina a fost în străinătate pentru a participa la „Întâlnirea Șefilor Guvernelor din Commonwealth, 2003”, din Nigeria. De ziua lui, când a împlinit 21 de ani, William l-a însoțit și pe tatăl lui într-un tur regal în Țara Galilor, unde au vizitat târgul Anglesey Food și au deschis un centru pentru cei fără adăpost din Newport, În iulie 2005, el era în primul său tur peste ocean, călătorind în Noua Zeelandă și reprezentând-o pe bunica sa care este monarhul Noii Zeelande la comemorările celui de-Al Doilea Război Mondial, iar pentru cea de-a XXX-a aniversare a operei de caritate a tatălui său, „Trustul Prințului”, William și fratele său au dat împreună un interviu pentru prima dată la Ant & Dec. În iulie 2007, Prințul William a deschis cea de-a XX-a Sindrofie Mondială a Cercetașilor, sărbătorind centenarul înființării Mișcării Cercetașilor.
În biografia Dianei, Prințesă de Wales, scrisă de Tina Brown în 2007 este menționat faptul că Prințul William și-a exprimat, ca și tatăl său, dorința de a deveni Guvernator-General al Australiei, deși realizarea ideii era considerată îndoielnică de cel care era pe atunci Prim Ministru al Australiei John Howard, care a spus: "Am acceptat de mult timp ideea ca persoana care ocupă acel post ar trebui să fie cetățean australian."
În ianuarie 2010, Prințul William a făcut un tur al Auckland și Wellington, în numele bunicii sale. În calitate de reprezentant al reginei, Prințul William a deschis noua clădire a Curții Supreme din Noua Zeelandă. Speculațiile de la sfârșitul anului 2009 că William ar fi preluat un număr tot mai mare de îndatoriri ceremoniale și de stat de la regină au fost negate de Palat.

## Interesele personale
Urmând exemplele părinților săi, William s-a interesat de cauze variate încă de la o vârstă destul de fragedă. Munca Prințesei de Wales decedate în ajutarea și prevenția HIV/SIDA, precum și munca prințului de Wales în domeniul mediului înconjurător și pentru ajutarea celor dezavantajați din orașe l-au îndreptat pe William spre aceste direcții. Totuși, el și-a exprimat și dorința de a se concentra asupra celor cu nevoi din Africa, muncind alături de fratele său la societatea caritabilă Sentebale.
În 23 ianuarie 2009 a apărut știrea că prințul William a scris o prefață a unei cărți pentru prima dată. Coperta cărții Acasă din război – autobiografie a unui soldat din regimentul prințului, care a fost rănit serios într-o ambuscadă a talibanilor – notează contribuția prințului.

### Cauze umanitare și de protejare a mediului
William a fost mai întâi obișnuit cu operele de binefacere pentru ajutorarea bolnavilor de HIV/SIDA în anii 1990, când mama lui îl lua pe prinț și pe fratele său cu ea să viziteze adăposturile și clinicile în care erau bolnavii care sufereau de această boală. În ianuarie 2005, Prințul William și fratele său s-au oferit ca voluntari la un centru britanic de distribuire a ajutorului de la Crucea Roșie, pentru a împacheta rezerve de urgență pentru țările care au fost afectate de tsunami din 2004. Mai târziu, în septembrie, după moartea Dianei, Prințesă de Wales, William și-a oferit patronajul asociației Centrepoint, o asociație de caritate care îi ajută pe cei fără adăpost. Mama lui fusese patron al asociației Centrepoint și el a acompaniat-o în vizite la centrele și proiectele asociației.
Prince William a muncit și în cadrul unității care se ocupă de copii de la Spitalul Regal Marsden două zile, ca experiență de lucru în 2005, dar a ajutat și în cercetările medicale, în aprovizionarea cu alimente și în departamentele care se ocupă cu strângerea de fonduri. În același an, el a petrecut două săptămâni în Wales nordic cu o echipă salvamont de la Salvamont din Anglia și Wales. În mai 2007, William a devenit patronul ambelor organizații; mama lui fusese și ea patron al Spitalului Regal Marsden și el a fost atras de Salvamontul din Angland și Wales pentru a "evidenția și sărbători munca vitală, lipsită de egoism și curajoasă a organizațiilor noastre salvamont."
Prințul a devenit și patron al Trustului Tusk în decembrie 2005, o fundație de caritate care urmărește conservarea vieții în sălbăticie și începerea dezvoltării comunitare, inclusiv oportunități educative în Africa. William a devenit asociat al acestei organizații după ce a fost martorul muncii depuse în cadrul ei în Africa. Spunâd "inițiativele africane rurale încurajează educația, responsibilitatea și participarea în comunitatea locală și luminează drumul spre păstrarea valorilor," el și-a îndeplinit prima sa îndatorire oficială alături de trust prin lansarea întrecerii de biciclete de 5000 de mile pe continentul african în 2007.
În anul 2011 Prințul William este ales de Disney Pixar pentru a interpreta în cadrul filmului Mașini 2 rolul Prințului Weeheliam.

### Sport
Prințul William joacă polo pentru cauze profesionale și caritabile, fiind un fan al Asociației de Fotbal și suporter al lui Aston Villa F.C. În mai 2006, el a devenit președinte al Asociației de fotbal engleze și patron vice regal al Uniunii Galeze de Rugby (WRU) în februarie 2007 (susținând-o pe regină ca patron al WRU). În același an, decizia asociației WRU de a numi o nouă cupă pentru a testa meciurile dintre Țara galilor și echipa națională de rugby din Africa de Sud numită cupa Prințul William a cauzat controverse, căci unii considerau că ar fi fost mai potrivit să numească trofeul după Ray Gravell.
Tot în 2006, prințul, împreună cu alți ofițeri Sandhurst, a luat parte la un maraton de o milă pentru susținerea societății caritabile Sport Relief, cum a făcut și în 2004 pentru o echipă de la Clarence House. În mai 2007, William a devenit patronul Asociației de Înot a Școlilor Engleze.

## Relații

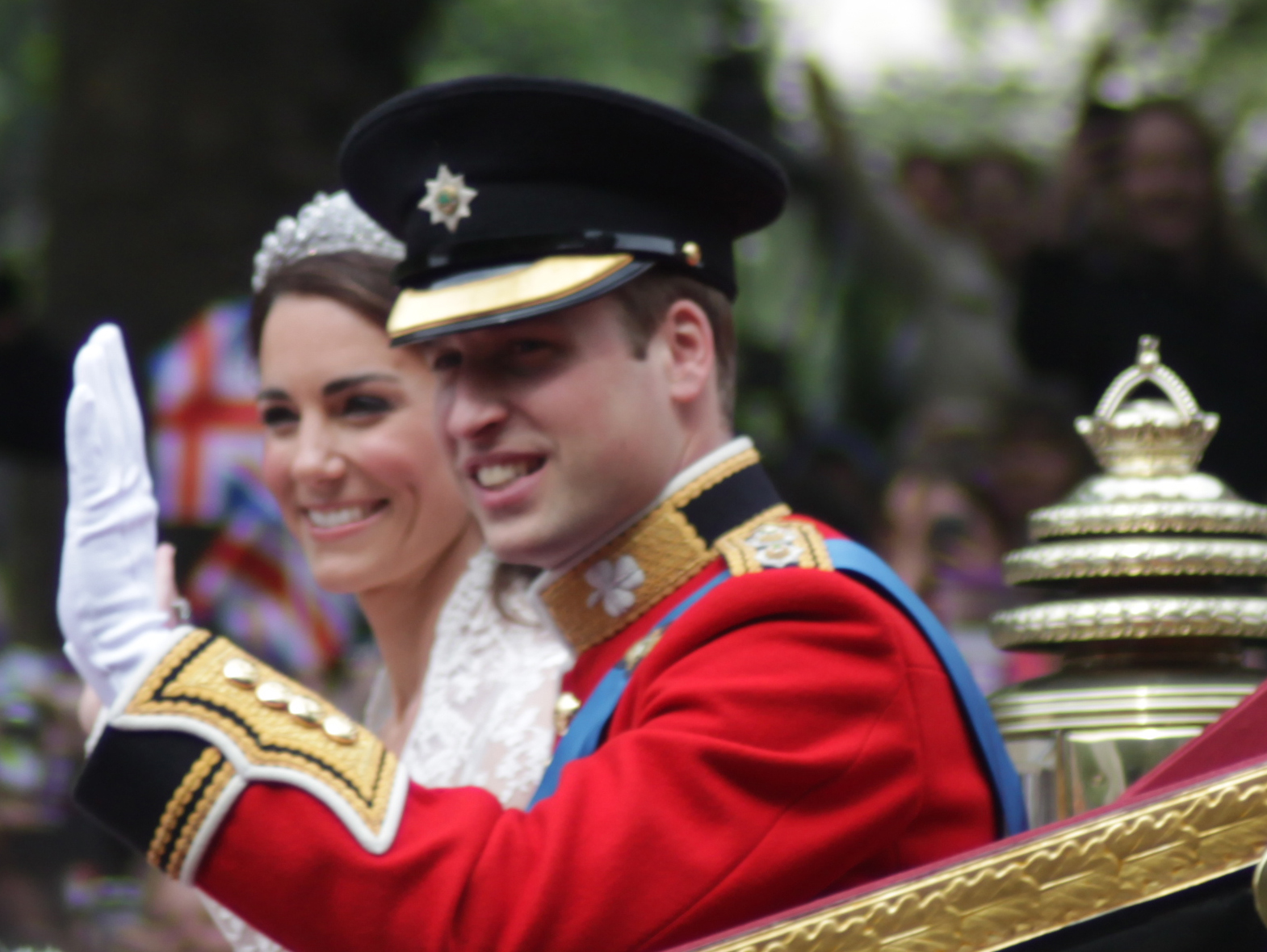
Prințul William și Kate Middleton în ziua nunții, 29 aprilie 2011.

În timpul facultății, Prințul William a avut o viață tipică de student, mergând în baruri și ieșind cu prietenii; despre el însuși, a afirmat: "Nu sunt un împătimit al petrecerilor, în ciuda a ceea ce s-ar putea crede." La fel ca în cazul tatălui său, viața privată a lui William a devenit subiect de speculații în tabloide, în special în ceea ce privește relația sa cu Kate Middleton, pe care a cunoscut-o în facultate și cu care a început să aibă legături mai strânse în 2003. Inițial, nici Palatul Buckingham, nici Clarence House nu au confirmat relația dintre William și Kate; totuși, cu timpul, Middleton început să apară alături de William la evenimente oficiale. Atenția mass-mediei a devenit atât de intensă încât William a fost nevoit să facă o cerere specială adresată paparazzilor pentru păstrarea distanței față de Middleton, iar aceasta, în martie 2007, s-a plâns că e hărțuită de mass-media, mai ales de cei de la Daily Mirror. În aprilie 2007, s-a afirmat că cei doi s-au despărțit, însă în vara aceluiași an s-au afișat din nou împreună. În iunie 2008, Middleton a participat, alături de familia regală, la învestirea lui William în gradul de cavaler al Ordinului Jartierei.

### Căsătoria și familia
La 16 noiembrie 2010, Clarence House a anunțat că Prințul William și Kate Middleton intenționează să se căsătorească în 2011. Cuplul s-a logodit în octombrie 2010 în Kenya, în timpul unei vacanțe de 10 zile. Căsătoria a avut loc la Westminster Abbey la 29 aprilie 2011. Nunta a fost urmărită de peste două miliarde de telespectatori.
Cu câteva ore înainte de nuntă, s-a anunțat că William a fost numit duce de Cambridge, Conte de Strathearn și Baron Carrickfergus. Este o tradiție ca membrii familiei regale să primească titluri nobiliare cu ocazia nunții.
La 3 decembrie 2012, Palatul St. James a anunțat că ducesa de Cambridge este însărcinată. Anunțul a fost făcut după ce ducesa a fost internată la spitalul privat "King Edward VII" din centrul Londrei, din cauza unei forme grave de grețuri matinale. La 22 iulie 2013, Catherine a născut un băiat, Prințul George de Cambridge.
La 2 mai 2015 s-a născut al doilea copil al cuplului, Prințesa Charlotte de Cambridge, iar la 23 aprilie 2018 cel de-al treilea, Prințul Louis.

## Titluri, onoruri și blazoane

### Titluri și onoruri

Stema ducelui de Cambridge

- 21 iunie 1982– 29 aprilie 2011: Alteța Sa Regală Prințul William de Wales
- 29 aprilie 2011–8 Septembrie 2022: Alteța Sa Regală Ducele de Cambridge
  - În Scoția: Alteța Sa Regală Earl de Strathearn
- 8 Septembrie 2022 – 9 Septembrie 2022: Alteța Sa Regală Ducele de Cornwall și Cambridge[65]
- 8 Septembrie 2022 – prezent: Alteța Sa Regală Prințul de Wales
  - În Scoția: Alteța Sa Regală Ducele de Rothesay.

Titlul întreg al Prințului: Alteța Sa Regală Prințul William Arthur Philip Louis de Wales, Cavaler Regal al nobilisimului Ordin al Jartierei. Ca prinț britanic, William nu are nume de familie; totuși, ca toți ceilalți nepoți pe linie masculină ai Elizabetei a II-a, el folosește numele teritoriului peste care deține tatăl său titlul, adică Wales (ca Prințesa Beatrice și Prințesa Eugenie folosește York, după tatăl lor, Prințul Andrei, Duce de York). În trecut, se renunța la aceste nume de familie la maturitate, după care era folosit fie numai titlul singur, sau este folosit Mountbatten-Windsor.
În 2006 William a devenit președintele Asociației de Fotbal iar în 2010 i-a succedat Lordului Attenborough ca al cincilea președinte al Academiei Britanice de Televiziune și Film.
Pe data de 8 septembrie 2022, bunica sa, Regina Elisabeta a II-a s-a stins din viață, iar tatăl său, anterior cunoscut ca Prințul Charles, a devenit noul Rege. William a moștenit fostele titluri ale tatălui său ,,Duce de Cornwall și Duce de Rothesay'', devenind moștenitorul tronului regal. William a fost numit în primul discurs televizat al tatăului său ca noul Prinț de Wales și că Ducesa de Cornwall și Cambridge va deveni Prințesă de Wales. Când William va deveni Rege și dacă își va folosi primul prenume, acesta va fi cunoscut ca William al V-lea.

#### Ranguri militare
- 16 decembrie 2006 – 16 decembrie 2006: Stegar (locotenent secund), Albaștri și Regali (un regiment al Cavaleriei Regale)[69]
- 16 decembrie 2006– 1 ianuarie 2009: Locotenent, Albaștri și Regali [69]
- 1 ianuarie 2008– 1 ianuarie 2009: Ofițer de zbor, Royal Air Force[70]
- 1 ianuarie 2008– 1 ianuarie 2009: Sublocotenent, Royal Navy[71]
- 1 ianuarie 2009– prezent: Locotenent, Royal Navy [72]
- 1 ianuarie 2009– prezent: Căpitan, Albaștri și Regali [73]
- 1 ianuarie 2009– prezent: Locotenent de zbor, Royal Air Force[74]

### Onoruri
Numiri

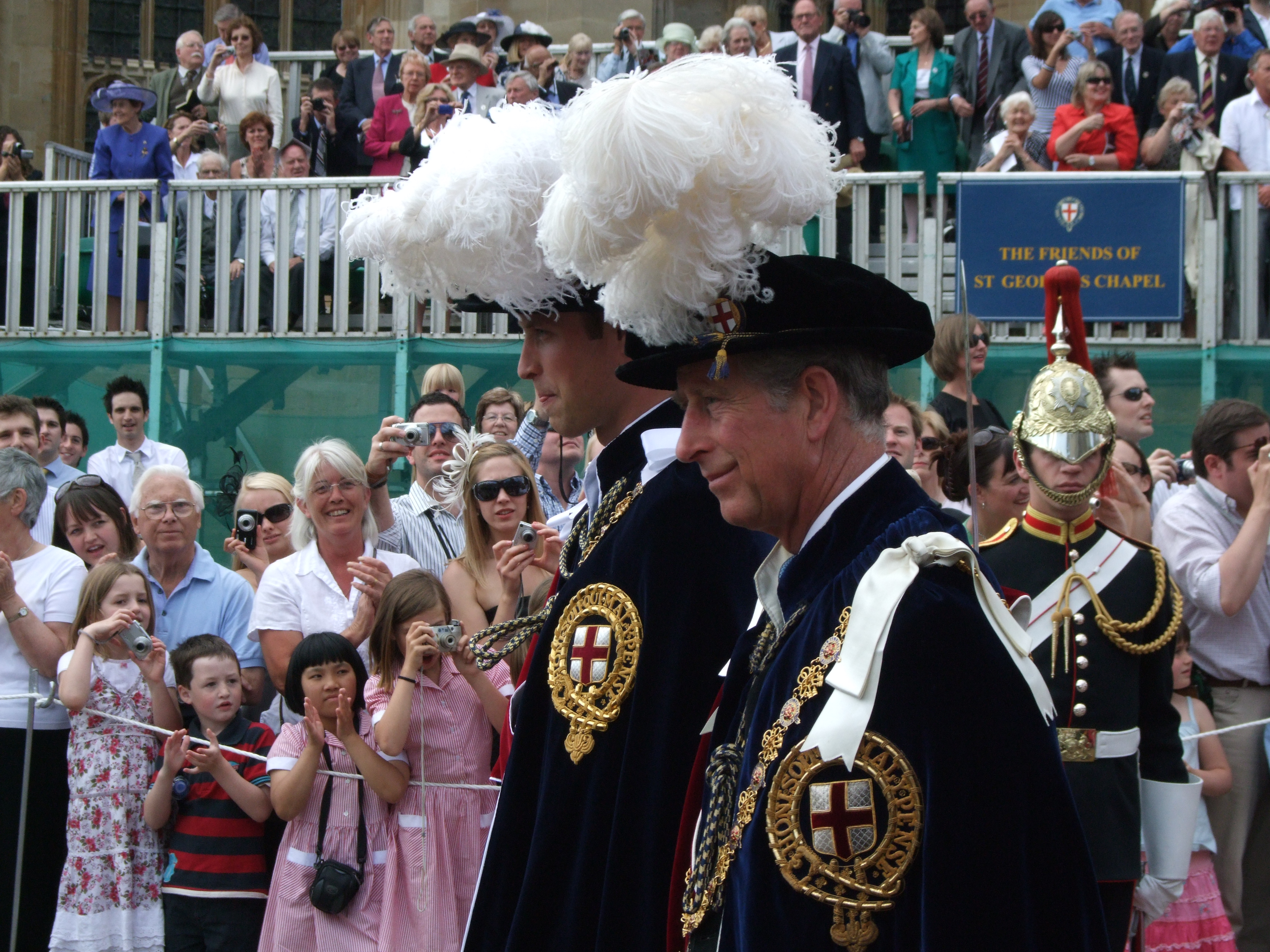
Prințul William, la ceremonia de la Capela Sf. Gheorghe, la primirea Ordinului Jartierei, 23 aprilie 2008.

- 23 aprilie 2008 – prezent: Cavaler Regal al nobilisimului Ordin al Jartierei, al 1.000-lea cavaler, (KG)[75]
- 6 iulie 2009 – prezent: Membru al Societății Middle Temple
- 6 iulie 2009 – prezent: Bencher al Societății Middle Temple
- 23 iunie 2010 – prezent: Membru onorific a Societății Regale (FRS)
- 25 mai 2012: Cavaler al celui mai vechi și mai nobil titlu britanic al Ordinului de Thistle (KT)[76]

Prințl William a devenit al 1.000-lea membru al Ordinului Jartierei; a fost investit oficial de către regină la 16 iunie 2008 printr-un serviciu la capela St. George a Castelului Windsor. Ultima dată când un monarh și-a numit nepotul în Ordinul Jartierei a fost în 1894, când regina Victoria l-a investit pe Prințul Alfred de Saxa-Coburg și Gotha.
Medalii
- 6 februarie 2002: Medalia Jubileul de Aur a reginei Elisabeta a II-a
- 6 februarie 2012: Medalia Jubileul de Diamant a reginei Elisabeta a II-a

Onoruri străine
- 6 iulie 2008: Joint Service Achievement Medal

#### Numiri militare onorifice
Canada
- 10 noiembrie 2009 – prezent: Canadian Ranger

 Regatul Unit
- 8 august 2006– prezent: Comandant a HMNB Clyde
- 8 august 2006– prezent: Comandant a Royal Navy Submarine Service
- 8 august 2006– prezent: Comandant a Scoției[79]
- 3 octombrie 2008– prezent: Comandant de zbor onorific a RAF Coningsby[80]
- 10 februarie 2011– prezent: Colonel al gărzilor irlandeze [81]

## Arbore genealogic
Prin tatăl său, Prințul William descinde din regele Henric IV, regele Carol II și Iacob II. Dacă va deveni rege, William va fi primul monarh de la regina Anna care descinde din regele Carol I. Prin mama sa, William este englez descendent din irlandezi, scoțieni, americani și armeni.
Prințul William este descendent al tuturor regilor și reginelor Angliei, Marii Britanii și Regatului Unit descendenți ai regelui William I cu excepția a patru din ei: regele Henric V, regele Henric VIII, regele George IV și William IV (n-au avut moștenitori legitimi).
De asemenea, este descendent al mai multor manarhi pre-Uniune ai Scoției și ai mai multor monarhi străini notabili printre care: Petru I al Rusiei ("Petru cel Mare"), Ecaterina a II-a a Rusiei ("Ecaterina cea Mare"), Nicolae I al Rusiei, Afonso I al Portugaliei, Andrei al II-lea al Ungariei, Ferdinand al II-lea de Aragon, Isabella I de Castilia și regii francezi timpurii.